# Isoproturon
Isoproturon is een selectief, systemisch herbicide dat ingezet wordt in de teelt van granen. Het is effectief tegen eenjarige grassen, waaronder duist, en andere soorten zoals herik, kamille, klaproos, muur en ganzenvoetachtigen. Het wordt opgenomen door de bladeren en de wortels en verspreidt zich over de ganse plant. Merknamen van middelen op basis van isoproturon zijn onder andere: Arelon, AZUR, Bifenix N, IP-FLO, Isoproturon-Flo en Javelin.

## Voor- en nadelen
Isoproturon wordt veel gebruikt omdat het een gunstige prijs/kwaliteitsverhouding heeft en het in het najaar kan gespoten worden. Het is echter een stof die niet gemakkelijk afbreekbaar is en waarvan regelmatig hoge gehaltes aangetroffen worden in grond- en oppervlaktewater. In Nederland is in de periode 2000-2002 de drinkwaterinname vanuit de Rijn verscheidene malen stilgelegd omwille van te hoge concentraties aan isoproturon en chloortoluron. Daarom wordt ernaar gestreefd om het gebruik van isoproturon te beperken en het te vervangen door alternatieven.
De WHO-richtwaarde voor het maximum isoproturongehalte in drinkwater is 0,009 mg/L.

## Regelgeving
De Europese Unie heeft isoproturon geëvalueerd in het kader van de Europese pesticidenrichtlijn. De conclusie van de evaluatie was, dat isoproturon veilig gebruikt kan worden, mits het inachtnemen van een aantal maatregelen om de uitspoeling van het product naar grondwater of de afspoeling naar oppervlaktewater te vermijden. Op 22 februari 2002 vaardigde de Europese Commissie een richtlijn uit waarin isoproturon werd toegelaten als actieve stof. De goedkeuring is vervallen op 30 juni 2016.

## Toxicologie en veiligheid[5]
Isoproturon is een matig toxische stof. Het wordt niet gaccumuleerd in zoogdieren; het wordt volledig gemetaboliseerd en binnen de drie dagen uit het lichaam verwijderd, vooral via de urine. De aanvaardbare dagelijkse inname (ADI) is vastgesteld op 0,015 mg per kilogram lichaamsgewicht en per dag.
Er zijn beperkte aanwijzingen (uit dierproeven) dat isoproturon een carcinogeen karakter heeft.
Isoproturon is stabiel in het milieu; in de bodem, onder anaerobe omstandigheden, was na 119 dagen nog 92% aanwezig. In water is het ook voor hydrolyse zeer stabiel (bij neutrale pH is de halveringstijd meer dan 1500 dagen).